# Смилян (Хърватия)
 Тази статия е за селото в Хърватия.  За селото в България вижте Смилян.  
Смилян (на хърватски: Smiljan) е село в Централна Хърватия, Лишко-сенска жупания. Намира се на 7 km северозападно от Госпич. Населението му е 418 души (по преброяване от март 2011 г.).
В Смилян е роден изобретателят Никола Тесла (1856-1943).